# Bislée
Bislée és un municipi francès situat al departament del Mosa i a la regió del Gran Est. L'any 2007 tenia 63 habitants.

## Demografia

### Població
El 2007 la població de fet de Bislée era de 63 persones. Hi havia 27 famílies, de les quals 8 eren unipersonals (8 dones vivint soles i 8 dones vivint soles), 11 parelles sense fills i 8 parelles amb fills.
La població ha evolucionat segons el següent gràfic:
Habitants censats

### Habitatges
El 2007 hi havia 31 habitatges, 29 eren l'habitatge principal de la família i 3 eren segones residències. 29 eren cases i 2 eren apartaments. Dels 29 habitatges principals, 23 estaven ocupats pels seus propietaris, 5 estaven llogats i ocupats pels llogaters i 1 estava cedit a títol gratuït; 2 tenien tres cambres, 7 en tenien quatre i 20 en tenien cinc o més. 28 habitatges disposaven pel capbaix d'una plaça de pàrquing. A 16 habitatges hi havia un automòbil i a 10 n'hi havia dos o més.

## Economia
El 2007 la població en edat de treballar era de 36 persones, 28 eren actives i 8 eren inactives. Les 28 persones actives estaven ocupades(16 homes i 12 dones).. De les 8 persones inactives 3 estaven jubilades, 3 estaven estudiant i 2 estaven classificades com a «altres inactius».
Activitats econòmiques
Dels 5 establiments que hi havia el 2007, 2 eren d'empreses de construcció, 1 d'una empresa de comerç i reparació d'automòbils i 2 d'empreses d'hostatgeria i restauració.
Dels 3 establiments de servei als particulars que hi havia el 2009, 2 eren lampisteries i 1 restaurant.
L'any 2000 a Bislée hi havia 5 explotacions agrícoles.

## Poblacions més properes
El següent diagrama mostra les poblacions més properes.